# (37858) 1998 EX15
1998 EX15 (asteroide 37858) é um asteroide da cintura principal. Possui uma excentricidade de 0.12987760 e uma inclinação de 6.93606º.
Este asteroide foi descoberto no dia 3 de março de 1998 por LINEAR em Socorro.